# سامانه بازیابی انرژی جنبشی
سامانه بازیابی انرژی جنبشی (انگلیسی: Kinetic energy recovery system) (مخفف انگلیسی: KERS) یک سامانهٔ مرتبط با خودروها برای بازیابی انرژی جنبشی یک وسیله نقلیه در حال حرکت در زمان ترمزگیری است. انرژی بازیابی‌شده برای استفاده در زمان شتاب‌گیری، در یک مخزن (مانند یک چرخ لنگر یا باتری‌هایی با ولتاژ بالا) ذخیره می‌شود.

### نمای عملکرد سامانهٔ کرس

روند عملکرد سامانهٔ بازیابی انرژی جنبشی در خودروهای فرمول یک